# John Eager Howard (Politiker)

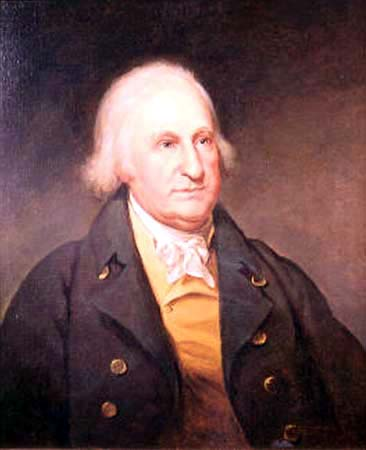
John Eager Howard (Porträt von Charles Willson Peale)

John Eager Howard (* 4. Juni 1752 im Baltimore County, Province of Maryland; † 12. Oktober 1827 ebenda) war ein US-amerikanischer Politiker und von 1788 bis 1791 der erste Gouverneur des Bundesstaates Maryland. Außerdem vertrat er seinen Staat zwischen 1796 und 1803 im US-Senat.

## Frühe Jahre und politischer Aufstieg
John Howard wurde auf dem Anwesen „Belvedere“ nahe Baltimore geboren. Er genoss eine private Ausbildung und diente während des Unabhängigkeitskrieges in der Kontinentalarmee. Dort stieg er vom Hauptmann bis zum Brigadegeneral auf. Für seine Tapferkeit in verschiedenen Schlachten während des Krieges wurde er mehrfach ausgezeichnet. John Howard war Mitglied der Föderalistischen Partei. Im Jahr 1787 wurde er in den Kontinentalkongress berufen.

## Gouverneur von Maryland
Am 24. November 1788 wurde John Howard von der Legislative des Staates Maryland zum neuen Gouverneur dieses Staates gewählt. Dieses Amt konnte er nach zwei Wiederwahlen bis zum 14. November 1791 ausüben. In dieser Zeit trat der Staat Maryland Land an den neu entstehenden District of Columbia ab, in dem die neue Bundeshauptstadt Washington, D.C. errichtet wurde. Damals entstanden auch die Bank of Maryland und das Allegany County. Gleichzeitig wurden der Ablauf der Kongresswahlen und das Auswahlverfahren der Wahlmänner für die Präsidentschaftswahlen festgelegt.
Nach ihm ist Howard County in Maryland benannt.

## Weitere politische Laufbahn
Nach dem Ablauf seiner Gouverneurszeit saß Howard zwischen 1791 und 1795 im Senat von Maryland, als dessen Präsident er zeitweise amtierte. Im Jahr 1796 wurde er als Nachfolger des zurückgetretenen Richard Potts in den US-Senat gewählt. Dort verblieb er bis zum 3. März 1803. Im Senat war Howard zeitweise als Präsident Pro Tempore Vorsitzender dieses Gremiums. Ein Angebot von US-Präsident George Washington, das Amt des Kriegsministers zu übernehmen, lehnte Howard ebenso ab wie eine militärische Reaktivierung angesichts eines möglichen Krieges mit Frankreich im Jahr 1798. Im Jahr 1816 erhielt er bei den Präsidentschaftswahlen 22 Stimmen für das Amt des US-Vizepräsidenten.

## Lebensabend
Danach zog sich Howard in sein Privatleben zurück. Er starb im Oktober 1827. Mit seiner Frau Margaret Oswald Chew hatte er insgesamt acht Kinder, darunter den Sohn George Howard, der zwischen 1831 und 1833 ebenfalls Gouverneur von Maryland wurde. Ein anderer Sohn, Benjamin Chew Howard (1791–1872), war zwischen 1829 und 1838 mehrfach Abgeordneter im US-Repräsentantenhaus.